# Vega de Liordes

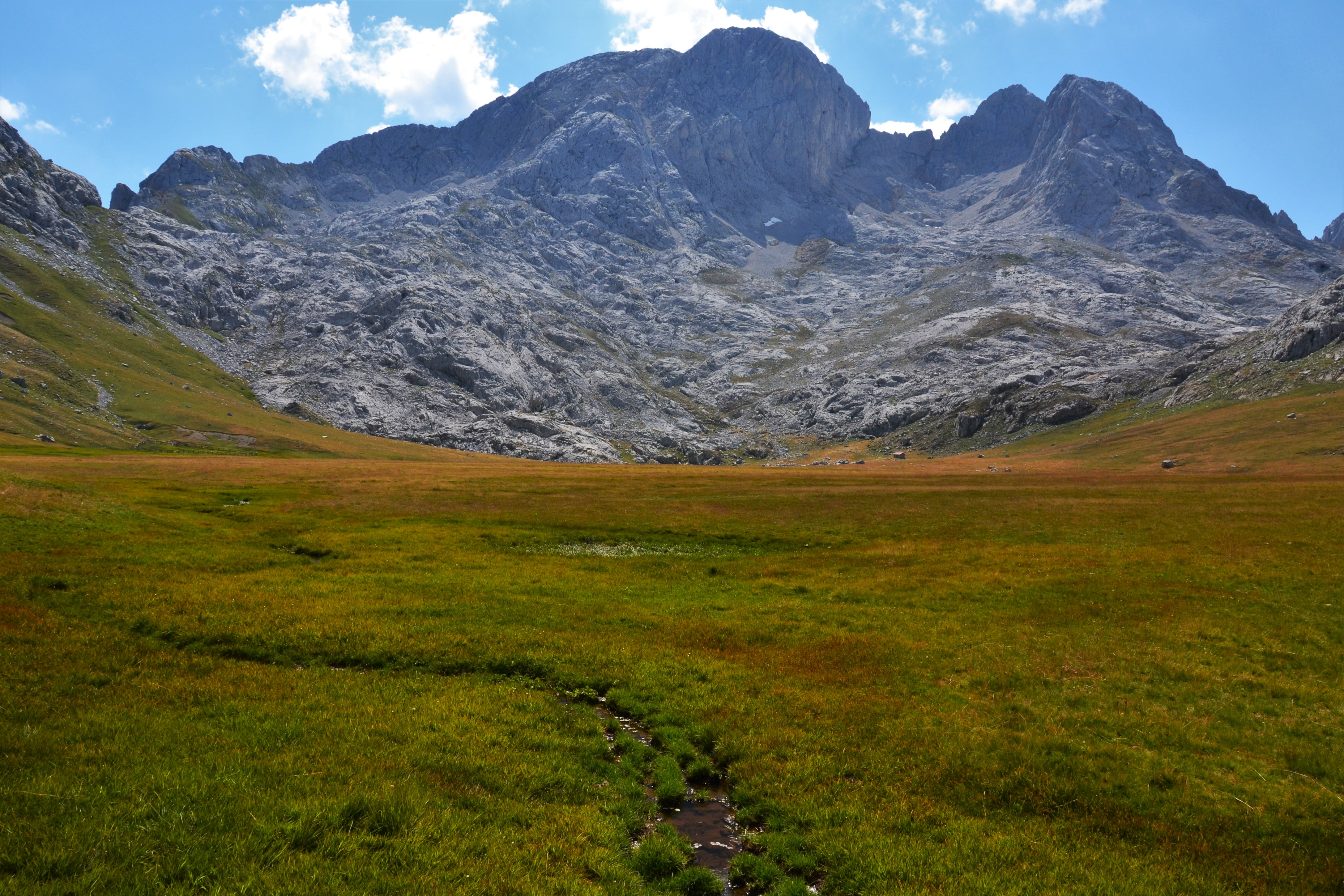
Vista de la vega de Liordes mirando hacia la Torre de Salinas (2447 m)

La vega de Liordes, que se ubica en el municipio leonés de Posada de Valdeón, es uno de los lugares más emblemáticos del macizo central de Picos de Europa. Es una inmensa depresión formada por la disolución de la roca caliza, de fondo plano y compuesta por praderas y zonas de turberas. Su punto más bajo se encuentra a 1868 m, y se encuentra rodeada por montañas que superan holgadamente los 2000 m sobre el nivel del mar.
La vega de Liordes es un punto de paso, con numerosas rutas que la atraviesan, sirviendo de conexión con diversos puntos en el macizo de los Urrieles. Además, su morfología y ubicación son propicias para la formación de un microclima que da lugar a la temperatura más baja que se ha podido medir en España hasta la fecha (-35,8 °C).

## Entorno

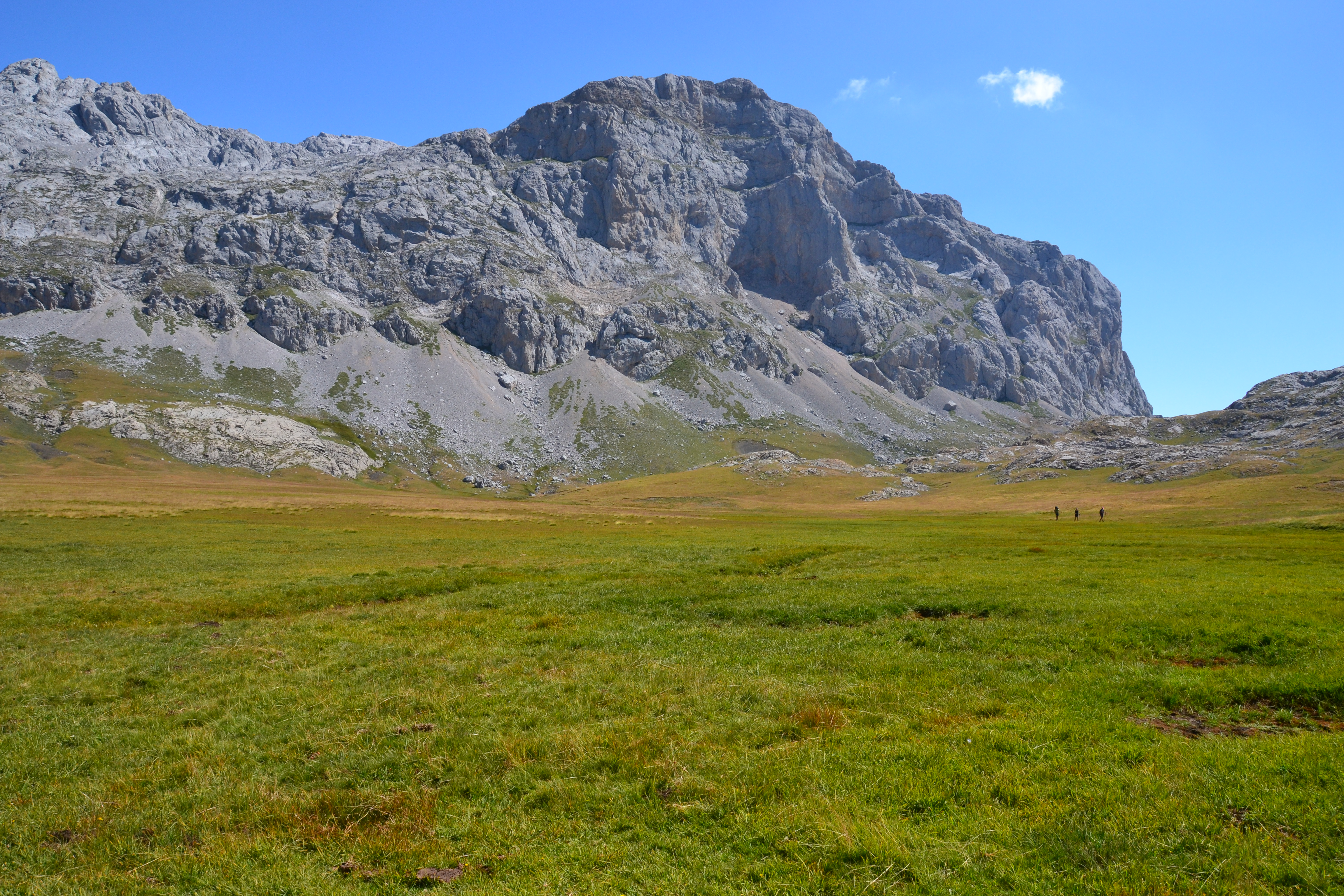
Vista de la Torre de la Padierna (2314 m) desde la vega de Liordes

El entorno de la vega destaca notablemente sobre otras zonas altas de Picos de Europa, con extensas praderas verdes pastadas por el ganado y que rara vez sufren la sequía estival. Además, contiene el mayor curso fluvial de todo el macizo de los Urrieles (o macizo Central), que discurre a través de la vega y se acaba introduciendo en un gran sumidero.
La vega está rodeada por algunas de las cumbres más elevadas de Picos de Europa. Destacan cumbres como Torre de Liordes (2477 m), Torre de Salinas (2447 m), Pico de la Padierna (2314 m), Torre del Llambrión (2642 m), Torre de la Palanca (2614 m), Torre del Tiro Tirso (2639 m), Torre Blanca (2617 m), Tiro Pedabejo (2189 m), Peña Regaliz (2196 m).
Se puede acceder a la vega de Liordes por varios caminos de montaña: por los Tornos de Liordes (una abrupta subida con 32 curvas que parte directamente de Fuente Dé), por el puerto de Pandetrave a través de la canal de Pedabejo o el Sedo, o bien desde la vega de Asotin, que comunica con el refugio Diego Mella en Collado Jermoso.

## Geología

### Rasgos geomorfológicos
La morfología de la vega de Liordes ha sido determinada por varios factores: por un lado, su origen tectónico, pues el levantamiento de una enorme falla, que atraviesa el Macizo Central y se ubica al norte de la Vega, ha favorecido la formación de la depresión. Por otra parte, tiene un origen claramente litológico, pues la depresión se fue ahondando con los procesos de karstificación que sufre la roca caliza. Por último, otro factor que determina su morfología es el glaciarismo, pues se estima que la vega llegó a estar cubierta por una capa de hasta 300 m de hielo glaciar.
En conjunto, todos estos factores han conformado un inmenso poljé, repleto de formaciones kársticas y con un gran sumidero, pero con un fondo plano colmatado de sedimentos que favorece la aparición de humedales y extensas praderías.

### Mineralogía y extracción de minerales

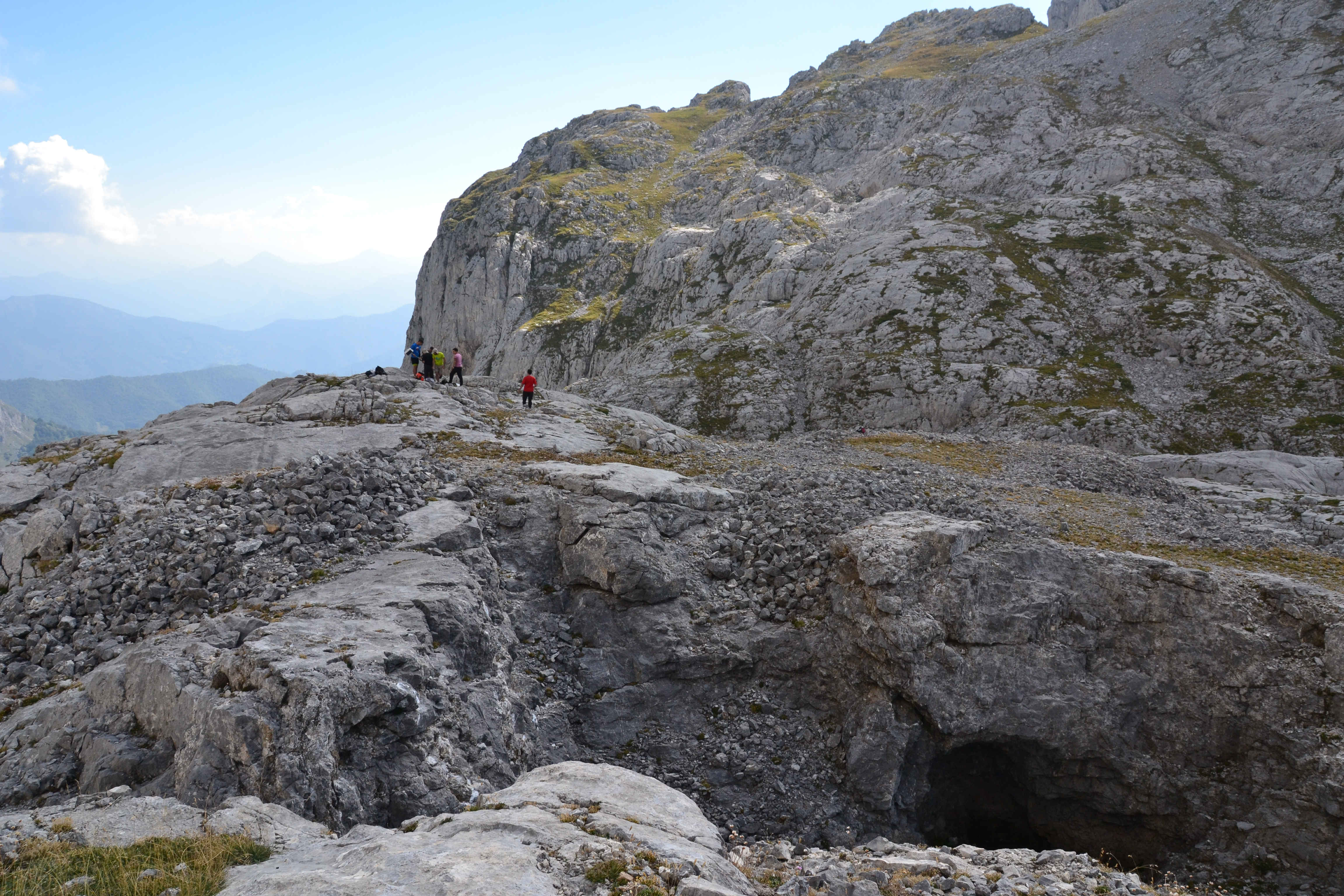
Vestigios de la actividad minera en los Tornos de Liordes

Desde el punto de vista mineralógico, la Vega de Liordes goza de un gran interés, pues los procesos que formaron la falla de Liordes favorecieron la precipitación y cristalización de sulfuros metálicos, principalmente esfalerita y galena. La primera, especialmente abundante, se extrajo de diversas bocaminas durante los siglos XIX y XX ubicadas en los Tornos de Liordes. Las duras condiciones de extracción, debidas a la climatología del lugar y a su complicado acceso, provocaron diversos accidentes y un deterioro constante de los caminos. Debido a estas razones y a la escasa calidad del mineral, la explotación acabó abandonándose.

## Fauna

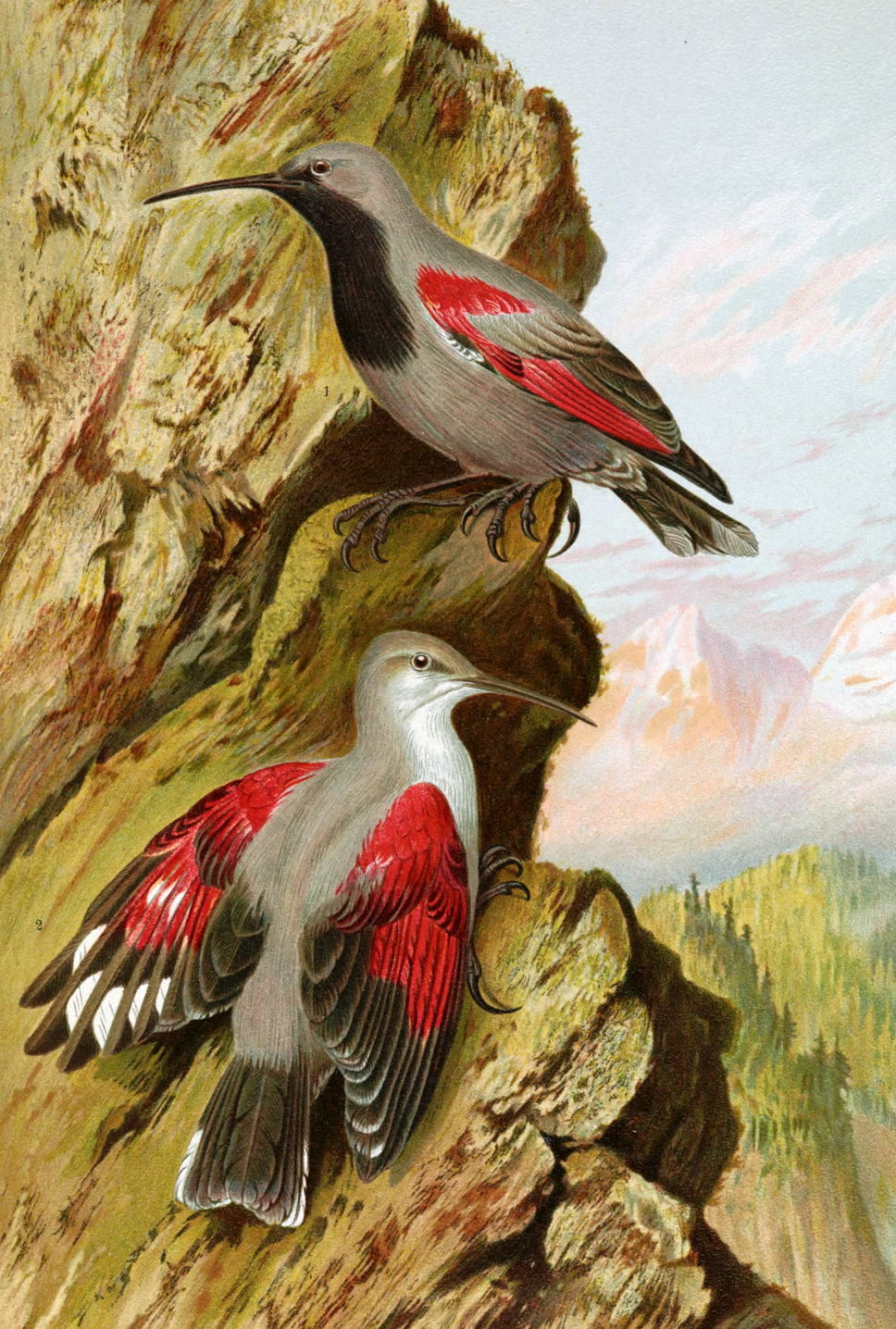
Treparriscos (Tichodroma muraria)

La fauna de la vega de Liordes es propia de la alta montaña, y no es especialmente variada debido a las duras condiciones de la zona. 
El mamífero más frecuente en el entorno es el rebeco (Rupicapra pyrenaica), que se deja ver por las laderas de forma frecuente y en grandes grupos; también hay una nutrida población de topillos (Microtus arvalis) bajo las praderías de la vega, de los cuales se alimentan en ocasiones las esquivas comadrejas (Mustela nivalis).
Las especies de aves más frecuentes son la chova piquirroja (Pyrrhocorax pyrrhocorax), la chova piquigualda (Pyrrhocorax graculus), el acentor común (Prunella modularis), el gorrión alpino (Montifringilla nivalis) o el colirrojo tizón (Phoenicurus ochruros), si bien destacan especies menos comunes, como el treparriscos (Tichodroma muraria).
En la vega de Liordes también se pueden encontrar tres especies de anfibios: tritón alpino (Mesotriton alpestris), sapo partero común (Alytes obstetricans) y rana bermeja (Rana temporaria).

## Flora
Debido a las peculiares condiciones de la Vega de Liordes, ha arraigado una vegetación muy peculiar, adaptada a la alta montaña y a temperaturas inusualmente bajas para su altitud y latitud.

### Especies de interés florístico

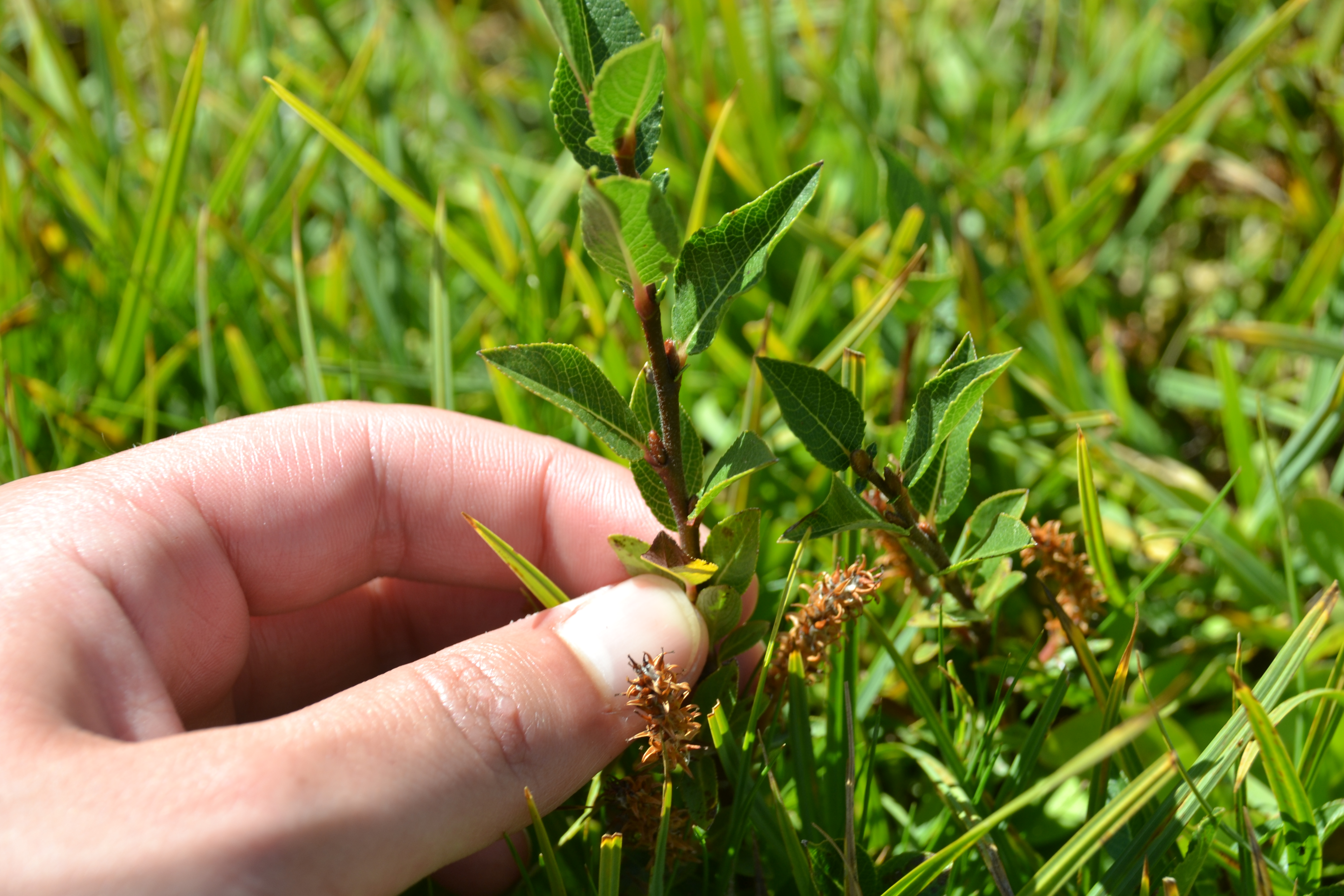
Sauce enano de Picos (Salix hastata subsp. picoeuropeana) en la Vega de Liordes

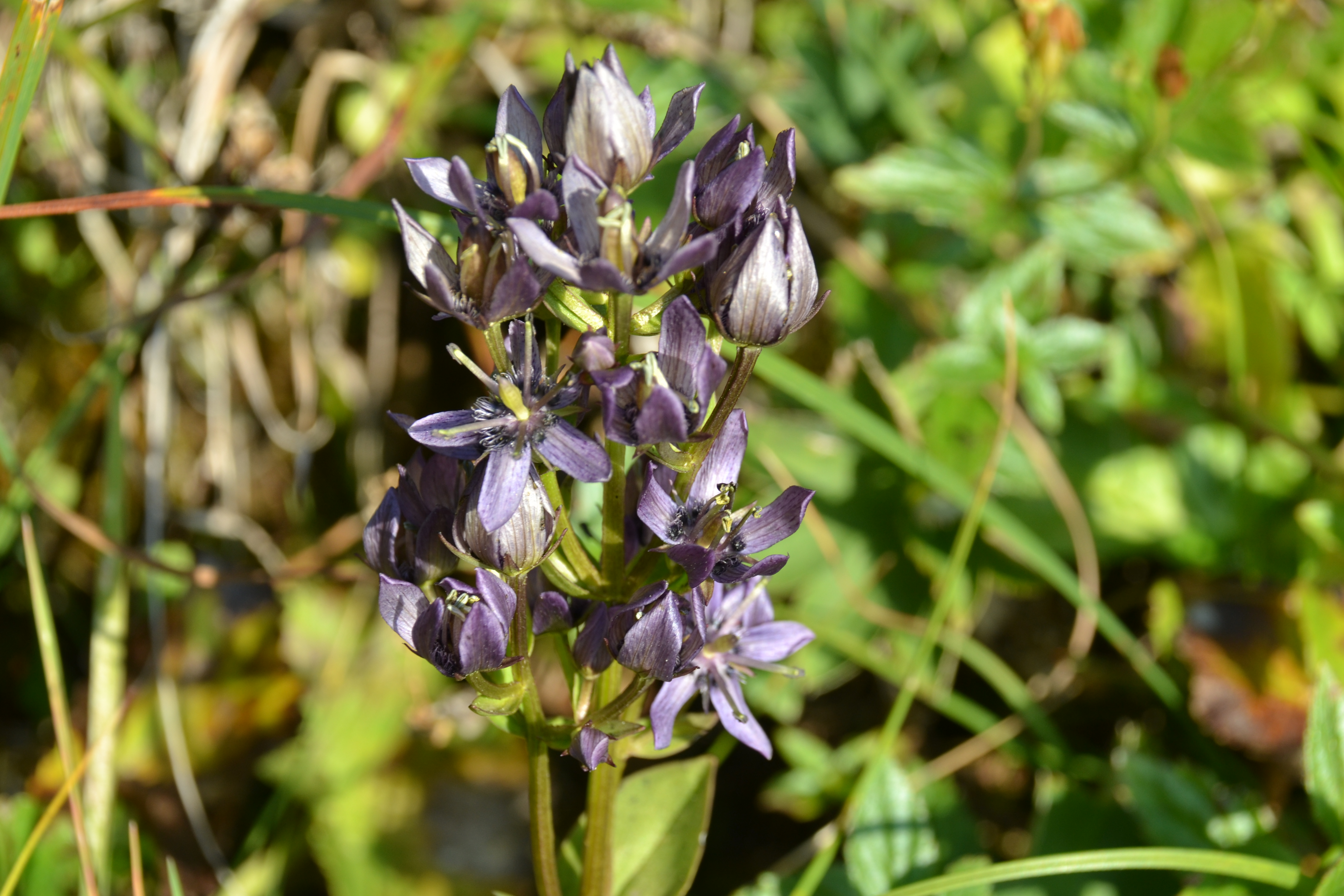
Swertia perennis en la Vega de Liordes

Las especies predominantes son herbáceas propias de zonas de turbera, así como algunas especies de orquídeas. Dentro de la Vega de Liordes se encuentran 8 especies del catálogo UICN, 3 de ellas endémicas del norte de España y una subespecie única de la vega de Liordes:
- Salix hastata subsp. picoeuropeana (sauce enano de Picos, endemismo de la Vega de Liordes)
- Pedicularis mixta (endemismo pirenáico-cantábrico)
- Juncus balticus subsp. cantabricus (endemismo cantábrico)
- Potentilla fruticosa (cincoenrama)
- Callitriche palustris
- Equisetum variegatum
- Swertia perennis
- Astragalus danicus

## Clima

### Piscinas de aire frío

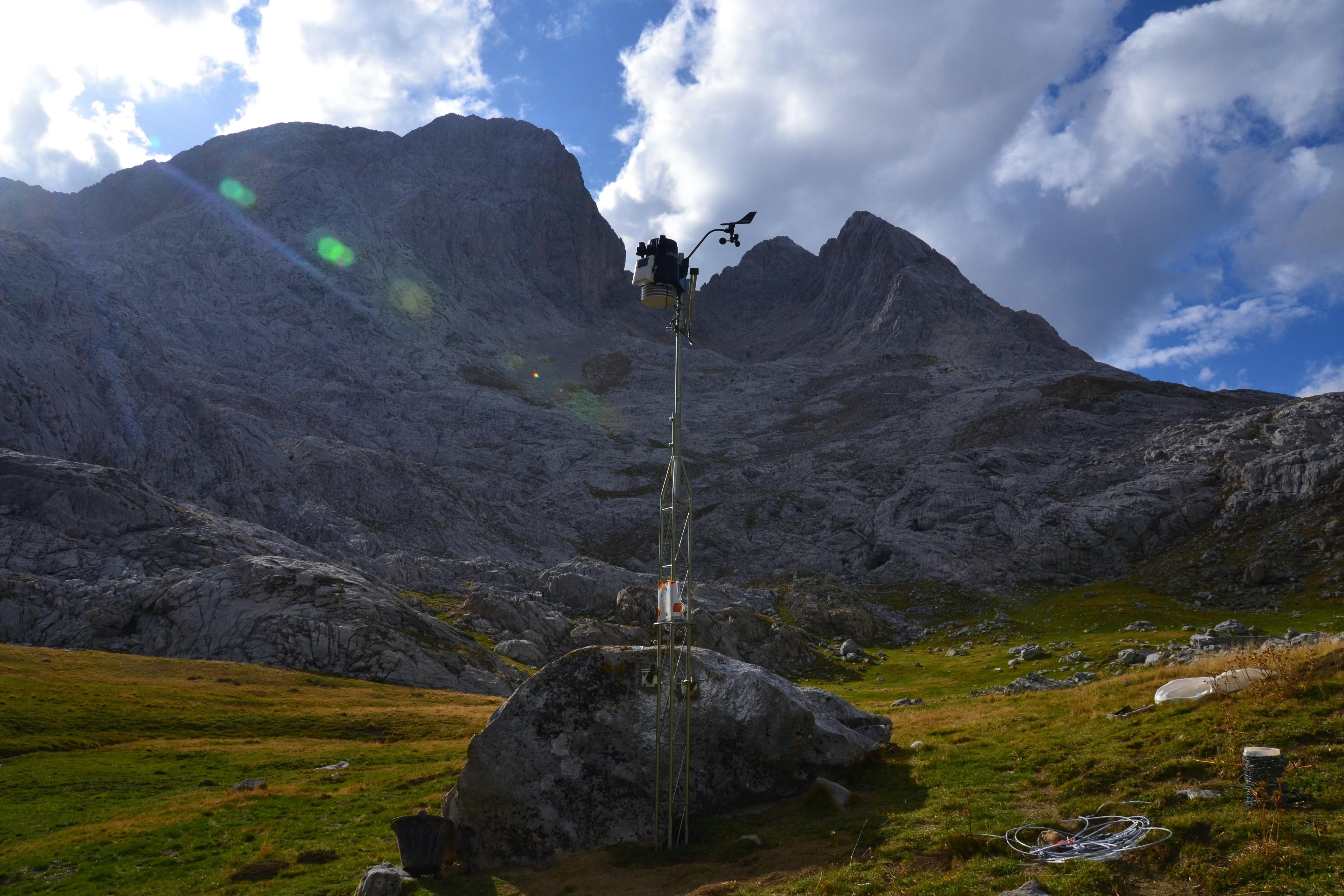
Estación meteorológica instalada en la Vega de Liordes en el año 2018, propiedad de ACAMET y NOROMET, y que muestra a tiempo real datos de temperatura, humedad, precipitaciones, radiación solar y viento.

Una de las mayores peculiaridades de la vega de Liordes, hasta hace no muchos años desconocida, es su peculiar clima. Debido a la morfología de la vega, el aire frío tiende a acumularse en ella en situaciones de inversión térmica. Cuando este tipo de circunstancias vienen acompañadas por una cubierta de nieve fresca y viento en calma, se producen inversiones extremas en el lugar, llegando a alcanzarse más de 30 °C de diferencia con el exterior y pudiendo perdurar incluso en horas diurnas. 
Es lo que se conocen como piscinas de aire frío (Cold Air Pools, o CAPs), y son las responsables de que la vega alcance temperaturas extraordinariamente bajas en noches puntuales a lo largo del invierno. Otras zonas de Picos de Europa también registran piscinas de aire frío, principalmente los grandes jous, depresiones de origen glaciokárstico. Sin embargo, las que se forman en la vega de Liordes son las más extensas (más de 73 hectáreas) y las que han alcanzado los valores térmicos más bajos.

A día de hoy, la temperatura más baja registrada en la península ibérica se midió en la vega de Liordes (-35,8 °C), el 7 de enero de 2021, con datos facilitados por asociaciones de aficionados a la meteorología que llevan registrando datos térmicos del lugar desde el año 2012 (ACAMET y NOROMET). Ese mismo día, la máxima fue de tan solo -22,1 °C, debido a la potente piscina de aire frío y a la gran estabilidad atmosférica.
| Parámetros climáticos promedio de Vega de Liordes (1872 msnm) Periodo de referencia: 2012-2024 | Parámetros climáticos promedio de Vega de Liordes (1872 msnm) Periodo de referencia: 2012-2024 | Parámetros climáticos promedio de Vega de Liordes (1872 msnm) Periodo de referencia: 2012-2024 | Parámetros climáticos promedio de Vega de Liordes (1872 msnm) Periodo de referencia: 2012-2024 | Parámetros climáticos promedio de Vega de Liordes (1872 msnm) Periodo de referencia: 2012-2024 | Parámetros climáticos promedio de Vega de Liordes (1872 msnm) Periodo de referencia: 2012-2024 | Parámetros climáticos promedio de Vega de Liordes (1872 msnm) Periodo de referencia: 2012-2024 | Parámetros climáticos promedio de Vega de Liordes (1872 msnm) Periodo de referencia: 2012-2024 | Parámetros climáticos promedio de Vega de Liordes (1872 msnm) Periodo de referencia: 2012-2024 | Parámetros climáticos promedio de Vega de Liordes (1872 msnm) Periodo de referencia: 2012-2024 | Parámetros climáticos promedio de Vega de Liordes (1872 msnm) Periodo de referencia: 2012-2024 | Parámetros climáticos promedio de Vega de Liordes (1872 msnm) Periodo de referencia: 2012-2024 | Parámetros climáticos promedio de Vega de Liordes (1872 msnm) Periodo de referencia: 2012-2024 | Parámetros climáticos promedio de Vega de Liordes (1872 msnm) Periodo de referencia: 2012-2024 |
| Mes                                                                                            | Ene.                                                                                           | Feb.                                                                                           | Mar.                                                                                           | Abr.                                                                                           | May.                                                                                           | Jun.                                                                                           | Jul.                                                                                           | Ago.                                                                                           | Sep.                                                                                           | Oct.                                                                                           | Nov.                                                                                           | Dic.                                                                                           | Anual                                                                                          |
| ---------------------------------------------------------------------------------------------- | ---------------------------------------------------------------------------------------------- | ---------------------------------------------------------------------------------------------- | ---------------------------------------------------------------------------------------------- | ---------------------------------------------------------------------------------------------- | ---------------------------------------------------------------------------------------------- | ---------------------------------------------------------------------------------------------- | ---------------------------------------------------------------------------------------------- | ---------------------------------------------------------------------------------------------- | ---------------------------------------------------------------------------------------------- | ---------------------------------------------------------------------------------------------- | ---------------------------------------------------------------------------------------------- | ---------------------------------------------------------------------------------------------- | ---------------------------------------------------------------------------------------------- |
| Temp. máx. abs. (°C)                                                                           | 14.7                                                                                           | 12.3                                                                                           | 15.4                                                                                           | 19.3                                                                                           | 21.3                                                                                           | 26.2                                                                                           | 27.7                                                                                           | 27.9                                                                                           | 22.6                                                                                           | 21.7                                                                                           | 14.6                                                                                           | 12.5                                                                                           | 27.9                                                                                           |
| Temp. máx. media (°C)                                                                          | 2.4                                                                                            | 3.8                                                                                            | 5.7                                                                                            | 7.7                                                                                            | 10.3                                                                                           | 14.5                                                                                           | 18.8                                                                                           | 18.8                                                                                           | 14.2                                                                                           | 11.1                                                                                           | 6.3                                                                                            | 3.1                                                                                            | 9.7                                                                                            |
| Temp. media (°C)                                                                               | -2.2                                                                                           | -1.6                                                                                           | 0.8                                                                                            | 2.7                                                                                            | 5.7                                                                                            | 9.9                                                                                            | 13.1                                                                                           | 12.8                                                                                           | 9.5                                                                                            | 6.9                                                                                            | 2.0                                                                                            | -0.6                                                                                           | 4.9                                                                                            |
| Temp. mín. media (°C)                                                                          | -6.8                                                                                           | -7.1                                                                                           | -4.1                                                                                           | -2.2                                                                                           | 0.8                                                                                            | 5.1                                                                                            | 6.9                                                                                            | 6.4                                                                                            | 4.6                                                                                            | 2.6                                                                                            | -2.2                                                                                           | -4.5                                                                                           | 0.0                                                                                            |
| Temp. mín. abs. (°C)                                                                           | -35.8                                                                                          | -32.7                                                                                          | -30.4                                                                                          | -15.9                                                                                          | -14.8                                                                                          | -5.5                                                                                           | -1.1                                                                                           | -3.6                                                                                           | -4.1                                                                                           | -11.4                                                                                          | -22.4                                                                                          | -29.2                                                                                          | -35.8                                                                                          |
| Fuente: ACAMET y NOROMET                                                                       |                                                                                                |                                                                                                |                                                                                                |                                                                                                |                                                                                                |                                                                                                |                                                                                                |                                                                                                |                                                                                                |                                                                                                |                                                                                                |                                                                                                |                                                                                                |

Además, se estima que en el pasado es altamente probable que se batieran estas temperaturas, pues es la tercera vez que se registra un valor inferior a -32 °C (el célebre récord de AEMET en el Estany Gento) en 8 años. No obstante, dado que las temperaturas de la Vega de Liordes no han sido registradas por ningún organismo oficial, no van a incluirse en el registro histórico, a pesar de su validez.

### Precipitaciones
Las precipitaciones en la vega de Liordes son muy abundantes a lo largo de todo el año debido a su altitud, si bien gran parte de ellas se dan en forma de nieve, alcanzándose espesores superiores a los 2m con cierta frecuencia en los meses invernales. Por este motivo, el acceso a la vega de Liordes durante el invierno es especialmente complicado.

### Insolación
Por otro lado, la insolación de la vega varía mucho según la época del año y las zonas; el extremo sur de la vega de Liordes apenas recibe luz solar durante los meses invernales debido a la orografía, mientras que el extremo norte recibe la radiación solar propia de su latitud geográfica.

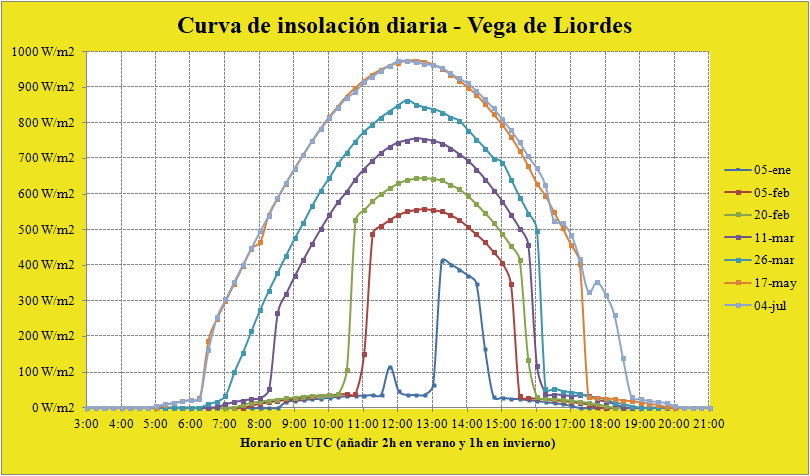
Curva de radiación solar a lo largo del día en la Vega de Liordes (León), tomada para distintos días despejados a lo largo del año. Se puede observar cómo las horas de pleno sol en los meses invernales son muy escasas debido a la compleja orografía. Datos extraídos de la estación meteorológica instalada en 2018 por ACAMET.